# Aclamação de Maria I de Portugal

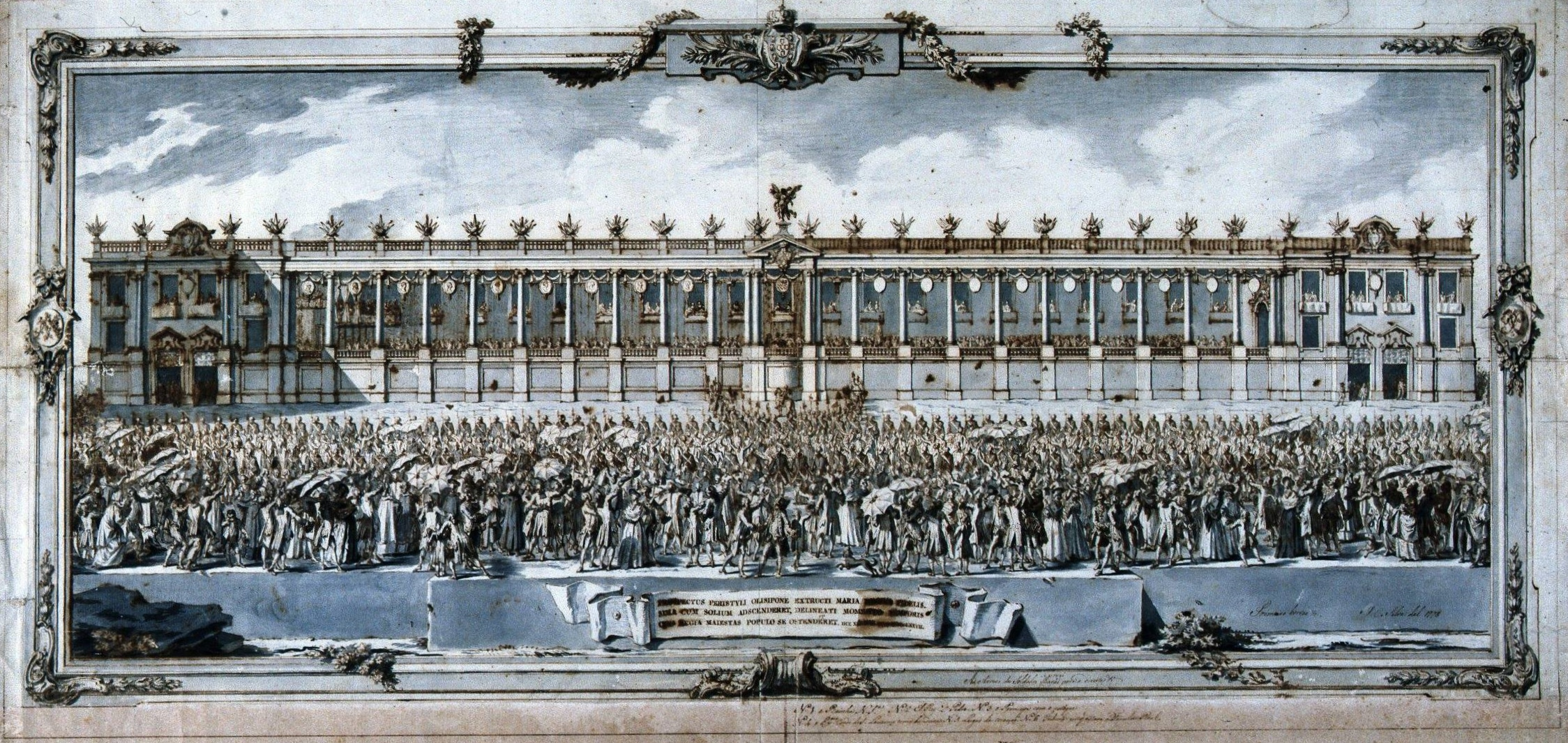
A varanda efémera erigida por Mateus Vicente de Oliveira para a aclamação de D. Maria em 1777, no lado ocidental da Praça do Comércio, em Lisboa

A aclamação de D. Maria I enquanto Rainha de Portugal e dos Algarves teve lugar a 13 de Maio de 1777, em cerimónia pública na Praça do Comércio, em Lisboa, cerca de dois meses e meio após a morte de seu pai, D. José I.
A rainha tinha 42 anos, e era casada com o seu tio, D. Pedro III. Foi esta cerimónia a primeira aclamação real de uma rainha reinante em Portugal.

## Preparativos
Com a morte de D. José I, em 24 de Fevereiro de 1777, e a subida ao poder de D. Maria, Princesa do Brasil e sua herdeira presuntiva, dá-se início a um período que ficou conhecido como a Viradeira, caracterizado pelo afastamento do Marquês de Pombal, Secretário de Estado dos Negócios Interiores do Reino, que concentrava em si grande parte da função governativa. D. Maria desejava uma retoma da influência da Igreja e da alta nobreza sobre o Estado, e a extinção de algumas medidas políticas e económicas de Pombal.
Com efeito, logo após a morte de D. José, o Marquês de Pombal apresentou de imediato a sua demissão, que foi aceite pela rainha por decreto de 4 de Março de 1777.

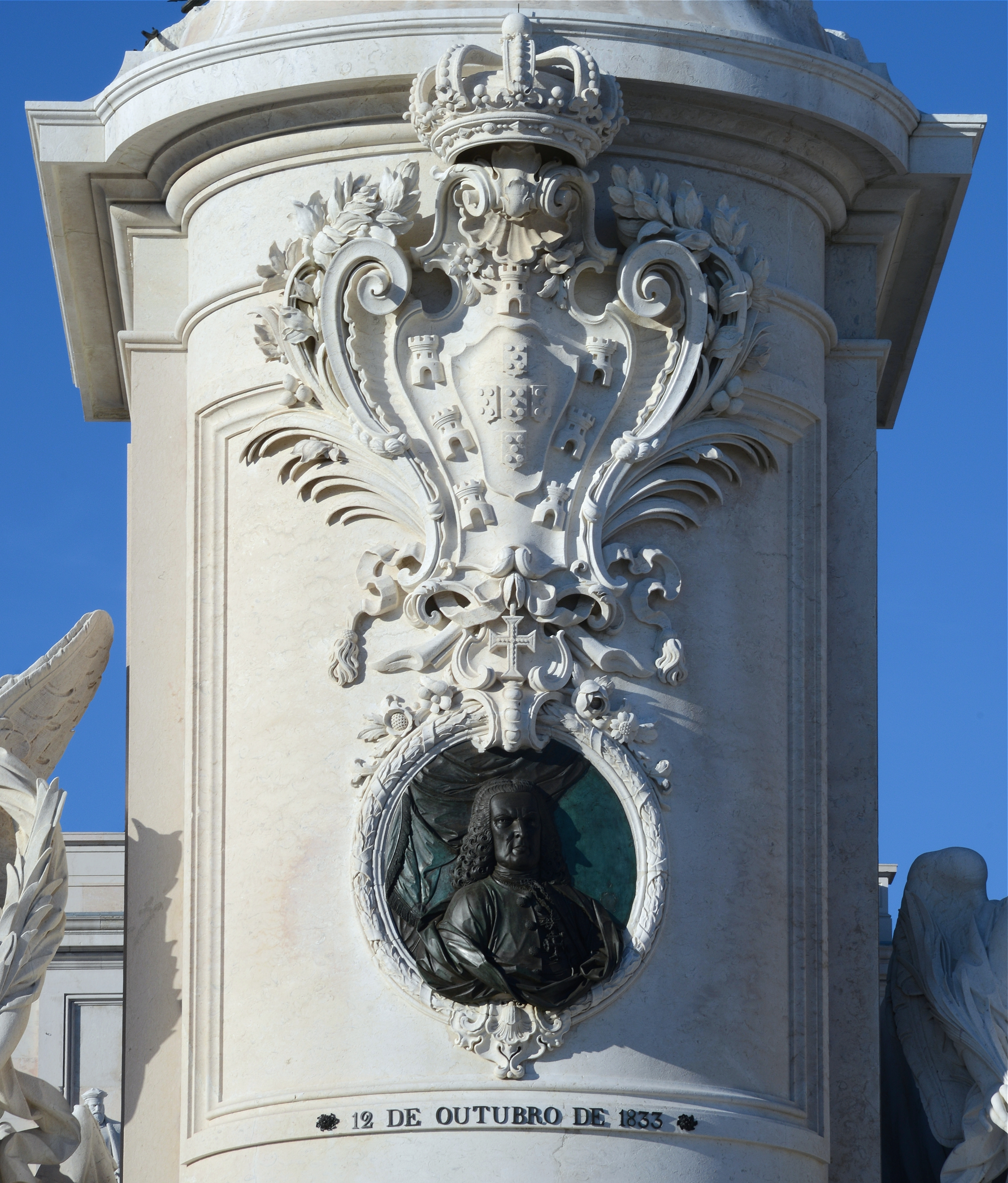
O medalhão com a efígie do Marquês de Pombal no pedestal da estátua equestre de D. José I. Este medalhão foi retirado do monumento por ocasião da aclamação de D. Maria I, tendo sido substituído por um outro com as armas da cidade de Lisboa.

Nessa altura, uma multidão de "povo miúdo" manifestou-se contra a presença da efígie de bronze do Marquês afixa ao pedestal da estátua equestre de D. José na Praça do Comércio, em Lisboa, clamando que fosse arrancada e atirando-lhe com pedras. O consorte da nova rainha, D. Pedro, temendo que a ira popular estragasse o ambiente de solenidade e de festa durante a aclamação de sua esposa, mandou retirar o retrato de bronze do Marquês e substituí-la por uma outra, politicamente neutra, com o brasão de armas da cidade de Lisboa. Foi esta manobra feita pela calada da noite, no início de Maio, temendo o rei quaisquer incidentes com o povo, contando com a presença de sentinelas nos caminhos que não deixavam passar pessoa ou carruagem alguma. Parece o objectivo inicial ter sido cumprido; o medalhão de Pombal apenas foi reposto a 12 de Outubro de 1833 (data que hoje figura no monumento), pelas mãos do Governo Liberal da Regência de D. Pedro IV.
No dia 12 de Maio, que precedeu a aclamação, um numeroso bando de cavaleiros em cavalos bem ajaezados, vestidos de forma garrida e com muitas plumas nos chapéus, percorreram as ruas e praças de Lisboa, anunciando as festas e convidando o povo a participar nelas. Incentivava-se ainda que todos os moradores da cidade e subúrbios colocassem luminárias vistosas nas suas casas, na noite da Aclamação. O Bando seria, noutras circunstâncias, composto somente pelo Neto e por alguns oficiais da Câmara mas, como o Marquês de Pombal havia exigido um Bando com grande dignidade durante os festejos da inauguração da estátua equestre de D. José em 1775, os intervenientes viram-se na obrigação de renovar esta função com grandeza: era, desta vez, composto por músicos do Regimento de cavalaria do cais; o Neto, vestido ricamente à cortesã; meirinhos de todos os bairros da cidade; pelo Senado da Câmara e os seus Vereadores; desembargadores montados em cavalos de jaezes muito ornados; e inúmeros criados. Deu-se pela falta, nesta função, do Presidente do Senado da Câmara, o Conde de Oeiras, D. Henrique José de Carvalho e Melo (filho do Marquês de Pombal), que se escusou por motivo de doença.

## Construções efémeras
Incorporada na galeria ocidental da Praça do Comércio (localização que coincidia com o antigo Paço da Ribeira, arrasado no Terramoto de 1755) erigiu-se uma majestosa varanda composta por vinte e oito arcos e, no princípio e fim do seu plano, dois corpos nobres com duas escadas: a da parte do sul para Suas Majestades subirem aos seus quartos, e a da parte do Norte para a nobreza e demais pessoas distintas assistirem ao acto formal. No interior da varanda, um riquíssimo aparato de veludo e carmesim e, toda a cimalha entre as colunas se encontrava guarnecida de festões de seda decorados com franjas e borlas de ouro, dos quais pendiam vinte e três medalhões com imagens dos "Imperadores e Reys q̃ a Fama decanta mais gloriozos em acções heroicas". O longo tecto da varanda era revestido a seda encarnada, interposta de nove painéis com molduras de veludo carmesim, nos quais figuravam alegorias da "Magnanimidade", "Liberalidade", "Sabedoria", "Autoridade", "Magnificência", "Piedade", "Religião", "Prémio", e "Amor da Virtude", todos eles guarnecidos com passamanes de ouro. Sobre a varanda contavam-se vinte e uma janelas decoradas com cortinas e sanefas de veludo carmesim, com galão e franjas douradas, e em cujos parapeitos se encontravam enfeites do mesmo estilo. O pavimento da varanda era todo coberto com catorze alcatifas francesas de padrão axadrezado, "todas ricas na qualidade e formosas no desenho, e com arte dispostas, e reunidas, enobrecião a sua grandeza por serem diverças na beleza das cores, e viveza dos matizes". O pavimento formava seis degraus suaves, no topo dos quais se armou o Trono Régio, encostado à parte do Sul, de frente para a entrada principal na parte Norte. O espaldar e dossel eram decorados com recamo de ouro sobre assento carmesim, condizentes com as sanefas. A armação do espaldar e dossel era em talha dourada, e tinha por cima uma Coroa Imperial, sustentada por dois Génios, e adornada de troféus e insígnias militares. Neste plano superior estavam as duas cadeiras utilizadas para entronizar D. Maria e D. Pedro: de feitio semelhante, com almofadas iguais ao dossel (carmesins com recamo de ouro), armação trabalhada em talha dourada e, no topo das costas, com dois Génios sustendo uma Coroa. Os tronos estavam cobertos com um grande véu carmesim, bordado e guarnecido com estrelas e renda de ouro. Dos dois lados do Trono haviam duas portas, recobertas por reposteiros de veludo carmesim, guarnecidos com galão e espiguilha de ouro. No ângulo esquerdo do Trono, uma mesa coberta pelos quatro lados com um pano de brocado de ouro com uma pequena franja nas extremidades; sobre esta mesa repousavam a Coroa e o Ceptro, num grande prato de prata lavrada e sobredourada. Num outro prato semelhante encontrava-se um Crucifixo, também de prata sobredourada, e um Missal com encadernação de veludo carmesim ornada com broches, chapas de prata dourada e as Armas Reais e as da Santa Igreja de Lisboa. Ainda nas proximidades do trono encontravam-se acomodações para a Marquesa de Vila Flor (camareira-mor) e mais damas de companhia da rainha, e uma outra mesa para os dois Notários Públicos Reais presenciarem e formalizarem o Auto do Levantamento e Juramento. Por cima, do mesmo lado esquerdo, situava-se a Real Tribuna, ornada e revestida com cortinas e sanefa de brocado de ouro com franjas nas extremidades, de onde assistiram a Princesa do Brasil D. Maria Francisca Benedita e as Infantas D. Maria Ana Vitória e D. Maria Ana. Na mesma tribuna também assistiu ao acto a Rainha Mãe, oculta do público por cortinas, por respeito ao luto do seu marido.

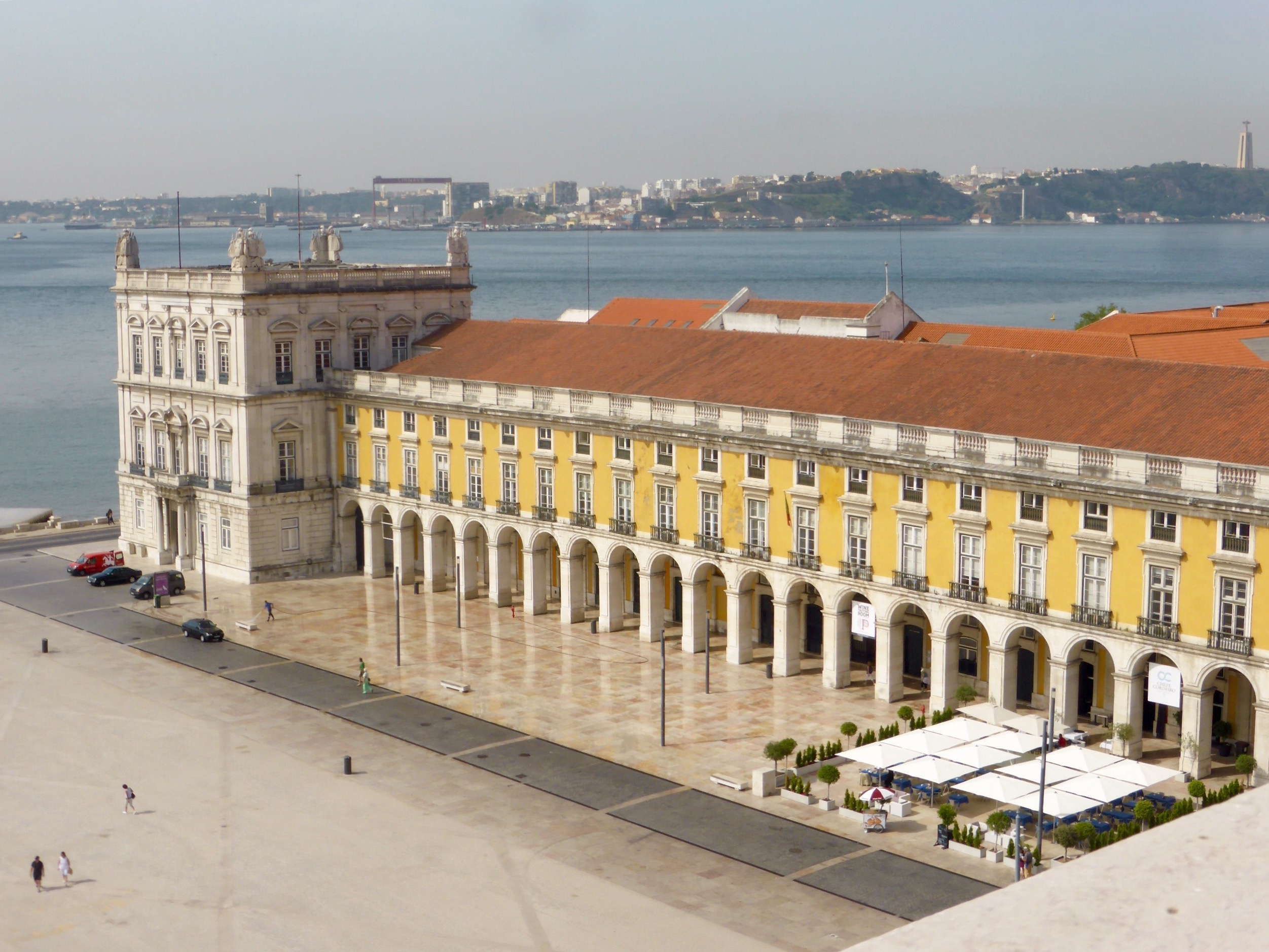
A ala ocidental da Praça do Comércio, em frente da qual se ergueu a Varanda da Aclamação, e dentro da qual se montou um complexo palaciano efémero.

O espaço até então ocupado pelos Tribunais (temporariamente deslocados para outras dependências) encontrava-se transformado em acomodações para a Família Real, tendo-se procedido à abertura de novas portas e divisão de compartimentos já existentes para criar novas salas. A nova disposição do espaço imitava em tudo um Paço Real, com uma Sala da Guarda Real, uma Sala dos Porteiros da Cana, uma Grande Sala do Dossel, uma Sala das Audiências, e uma Real Antecâmara que conduzia a oito quartos, todos estes profusamente decorados com grandes panos de rás, alcatifas da Índia, e cortinas de damasco. Na sala de jantar destinada à Família Real, preparou-se "hũa Meza com a maior grandeza, e luzimento", e foi nesta ocasião que a Baixela Germain (encomendada a François-Thomas Germain por D. José) foi usada pela primeira vez.
Para que se pudesse celebrar a Missa votiva do Espírito Santo, foi erguida uma igreja de madeira no local da antiga Basílica Patriarcal de Lisboa (destruída em 1755). No interior, o tecto era em abóbada de berço e "primorosamente guarnecido com pinturas", o pavimento coberto em alcatifas, e o pórtico decorado com damasco carmesim. Do lado do Evangelho erguia-se uma tribuna para D. Mariana Vitória, a Rainha Mãe e, do lado da Epístola, uma tribuna para o grande coro dos Músicos da Capela e órgão. Não faltava ainda, a sul, uma torre, onde se colocaram sinos que tinham pertencido à Patriarcal, e que se tinham salvo do terramoto.

## As cerimónias
Para o dia da Aclamação foi escolhido o 13 de Maio, uma terça-feira, dia de culto de Nossa Senhora dos Mártires, a quem foi dedicada a primeira freguesia de Lisboa imediatamente após a reconquista da cidade aos Mouros, em 1147.
Por volta das dez horas teve início a Missa na igreja de madeira, presidida por D. Tomás de Almeida na capacidade de Principal Decano da Igreja Patriarcal (a Sé Patriarcal encontrava-se vacante desde a morte do Patriarca D. Francisco I, no ano anterior), invocando-se o Espírito Santo "para ilustração dos novos Monarchas em o acerto do bom regimen do seu Reino".
A Família Real — a Rainha, o Rei, os Príncipes do Brasil D. José e D. Maria Benedita, as Infantas D. Maria Ana e D. Maria Ana Vitória e o Infante D. João, futuro rei, nomeado para a ocasião Condestável do Reino — chegaram por volta das 11 horas. D. Mariana Vitória, a Rainha Mãe, chegou um pouco mais tarde. As Reais Pessoas foram então encaminhadas para a igreja de madeira, onde deveriam render graças diante do altar: foram colocadas, para esse efeito, almofadas para os joelhos, e substituídos o dossel e frontal do altar (de tecido carmesim por outros brancos com renda dourada).
Entretanto, os regimentos de Infantaria, com novas fardas, espalharam-se pela zona para manter a ordem. Na Praça do Comércio, formaram-se em batalha, de frente para a Varanda, o Regimento de Guarnição da Corte, o Primeiro Regimento da Armada, o Regimento da Guarnição da Corte, e o Regimento de Peniche. Ainda junto à Varanda se formaram os soldados da Guarda Real. Nas entradas para o complexo palaciano, duas Companhias do Regimento de Infantaria de Lippe. No Rossio e na Praça do Pelourinho estavam grandes destacamentos de Cavalaria, dos três regimentos que guarnecem a Corte. Nas praças da cidade, acumulava-se uma grande multidão de populares.

Retrato de D. Maria I e D. Pedro III, no Museu Nacional dos Coches. A roupa com que aparecem representados é semelhante à descrita no Auto da Aclamação.

Saindo da igreja, a Família Real dirigiu-se ao Palácio para jantar. Pelas 4 horas da tarde, a comitiva régia dirigiu-se para a Varanda da Aclamação, que dava para a Praça do Comércio.
A Rainha D. Maria envergava um manto de tafetá tecido com fio de prata, recamado de lantejoulas, canutilhos e palhetas douradas; o peitilho do vestido era guarnecido com flores de brilhantes. Envergava ainda a Cruz da Ordem de Cristo, em diamantes, pendente da sua fita encarnada. Na cabeça, tinha um toucado coberto de diamantes, imitando uma Coroa Imperial. Sobre o vestido, seguro por duas presilhas de brilhantes, o Manto Real era de volante carmesim com fios de prata, com uma cauda de 22 palmos de comprimento (cerca de 4,5 metros) adornada nas extremidades com renda de ouro; era todo ele decorado por 120 castelos com as quinas reais, bordados a fio de ouro. O Rei D. Pedro vinha vestido de veludo cor de fogo bordado a lantejoulas e canutilhos, botões de diamante, e punhos de renda. O espadim e as fivelas eram de ouro, guarnecido de brilhantes. Pendia-lhe dos ombros uma opa roçagante do mesmo comprimento e decoração do Manto de D. Maria, mas em lhama de prata recamada de ouro; na presilha que a segurava, três grandes brilhantes, e uma Cruz de Cristo em diamante. Trazia ainda, sobre a cabeleira, um chapéu desabado dos dois lados adornado com plumas brancas, com botão e presilha de diamantes.
O cortejo régio constituia-se da seguinte forma: primeiro, os Porteiros da Cana (uns com as canas nas mãos, outros com as maças de prata aos ombros); depois, os Reis de Armas, Arautos e Passavantes com as suas cotas de armas. Seguiam-se os Moços da Câmara, e os Moços Fidalgos; o Dr. José Alberto Leitão, Fidalgo da Casa de Sua Majestade e Corregedor do Crime da Corte; e, depois, todos os Grandes e Títulos (Barões, Viscondes, Condes, Principais, Bispos, Arcebispos, Marqueses) com os Oficiais da Casa Real no meio; a seguir os ministros e secretários de Estado (o Visconde de Vila Nova da Cerveira, Martinho de Melo e Castro, e Aires de Sá e Melo); o Duque do Cadaval; o Patriarca-Eleito D. Fernando de Sousa e Silva, Capelão-mor; o Conde de Óbidos, Meirinho-mor; o Conde de São Lourenço, Alferes-mor do Reino; o Infante D. João, que fazia a função de Condestável do Reino; o Conde de Vale de Reis, Gentil-homem da Câmara do Rei; o Príncipe do Brasil e seu Camarista D. Francisco Xavier de Meneses Breyner. Atrás vinha o Rei D. Pedro III, acompanhado do seu Estribeiro-mor, D. Pedro da Câmara, que lhe segurava a cauda da opa roçagante e, do seu lado esquerdo, o Conde da Ponte, seu Mordomo-mor. Do lado direito do rei, vinha a Rainha D. Maria I, com seu Mordomo-mor D. João, seguida pela Marquesa Camareira-mor, D. Mariana de Mendoça (filha do terceiro Conde de Vila Flor), que lhe segurava a cauda do Manto Real; do lado esquerdo da Rainha, o Marquês de Tancos, servindo de Camareiro-mor. Seguiam-se no cortejo várias damas de companhia, filhas dos Grandes do Reino.
Quando a Rainha entrou na Varanda, soaram charamelas e trombetas, timbales e clarins, e os Regimentos na Praça fizeram as devidas continências, apresentando armas durante toda a cerimónia. Todos os presentes assistiram a esta função de pé, e descobertos.
Chegados os reis diante do Trono, D. Pedro tirou o chapéu saudando a Princesa do Brasil e as Infantas, que ocupavam a Tribuna acima deles. O Conde da Calheta, enquanto Reposteiro-mor, descobriu as duas cadeiras; os reis sentaram-se e foram imediatamente auxiliados pelos seus Camaristas, que lhes compuseram as caudas dos Mantos Reais. Logo a seguir, o Marquês de Tancos entregou à Rainha o Real Ceptro de ouro esmaltado, num grande prato de prata dourada.

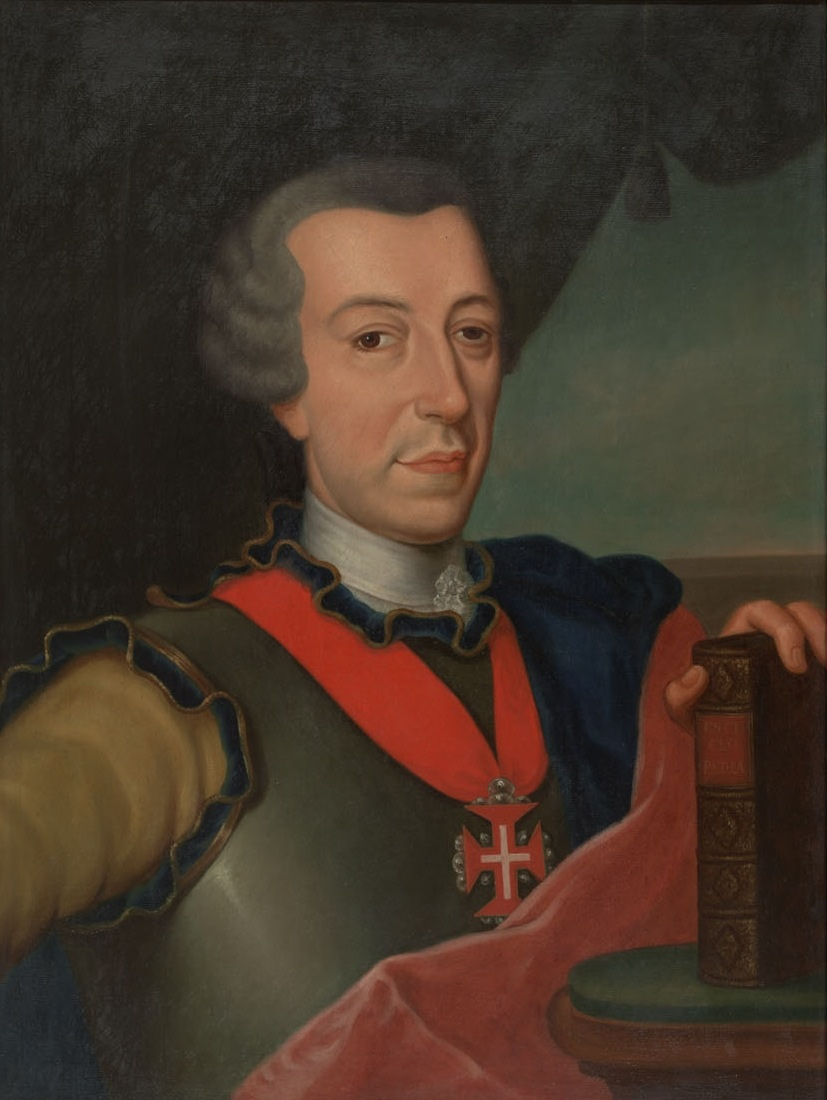
O Visconde de Vila Nova da Cerveira, Secretário de Estado dos Negócios do Reino

Em seguida, o Rei de Armas Portugal, António Rodrigues de Leão, exclamou "Ouvide, ouvide, ouvide, estai atento!", e deu-se a palavra ao Dr. José Ricalde Pereira de Castro, Desembargador do Paço, que proferiu um extenso discurso exaltando as virtudes da Rainha e do falecido monarca D. José. No fim do discurso, o Conde da Calheta pôs aos pés da Rainha uma almofada de lustrina carmesim e, diante dela, uma cadeira rasa coberta por um pano de seda, sobre a qual o Patriarca-Eleito colocou o Missal aberto e sobre ele o Crucifixo. Posto isto, ajoelhou-se diante da Rainha, juntamente com o Bispo de Elvas à sua direita e o Bispo de Penafiel à sua esquerda. A Rainha levantou-se e, ajoelhando-se sobre a almofada, pôs a mão direita sobre o Missal e Cruz e repetiu o Juramento que lhe ia ditando o Secretário de Estado do Reino, Visconde de Vila Nova da Cerveira, também ajoelhado:
| “ | Juro e prometo, com a graça de Deus, vos reger e governar bem e direitamente, e vos administrar direitamente Justiça, quanto a humana fraqueza permite; e de vos guardar vossos bons costumes, e privilégios, graças, mercês, liberdades, e franquezas, que pelos Reis meus predecessores vos foram dados, outorgados, e confirmados. | ” |

Feito o Juramento, a Rainha tornou a sentar-se e o mesmo fez o Rei que se havia levantado e descoberto. Desta vez cumpria aos presentes fazer o Juramento, preito e homenagem à Rainha; ajoelhados de frente para o Trono, repetiam, com a mão direita no Missal e Crucifixo, a fórmula que lhes era lida pelo Visconde Secretário de Estado:
| “ | Juro aos Santos Evangelhos tocados corporalmente com a minha mão, que eu recebo por nossa Rainha e Senhora verdadeira e natural, a Muito Alta e Muito Poderosa, a Fidelíssima Rainha Dona Maria Primeira, Nossa Senhora, e lhe faço preito e homenagem segundo o foro destes Reinos. | ” |

Depois de jurarem, subiam o estrado, beijando a mão da Rainha, e depois a do Rei. O primeiro a proferir o Juramento foi D. José, Príncipe do Brasil — após o qual o Alferes-mor do Reino, Conde de São Lourenço, se apressou a desenrolar a Bandeira Real. Seguiu-se o Juramento do Infante D. João (que celebrava nesse dia o seu 10.º aniversário; tendo sido dispensado por decreto da Rainha da Lei da Menoridade para que pudesse jurar). Em seguida, juraram o mordomo-mor da Rainha D. João, do Duque do Cadaval, proferindo, sumariamente, "Eu assim o juro e prometo." Depois, o Rei de Armas indicou que os restantes presentes deveriam vir proferir o Juramento pela ordem em que se encontravam, sem terem de observar precedências.
Acabada a cerimónia, foram retirados o Crucifixo, o Missal e as almofadas, e a Rainha declarou aceitar os juramentos, preitos, e homenagens que lhe haviam feito. Ouvidas estas palavras, o Rei de Armas Portugal disse em voz alta "Ouvide, ouvide, ouvide, estai atento!" e o Alferes-mor do Reino, Conde de São Lourenço, disse, com a Bandeira Real desenrolada: "Real, Real, Real, pela Muito Alta, Muito Poderosa, a Fidelíssima Senhora Rainha Dona Maria Primeira, Nossa Senhora!". Esta proclamação foi repetida, em voz alta, para o Povo que ocupava a Praça do Comércio, que rompeu em altos vivas e expressões de alegria, aclamando a Rainha. Ao mesmo tempo, repicaram os sinos das igrejas e retumbaram salvas de tiros do Castelo de São Jorge, a quem correspondiam as naus de guerra e navios mercantes fundeados no Tejo com iguais estrondos.

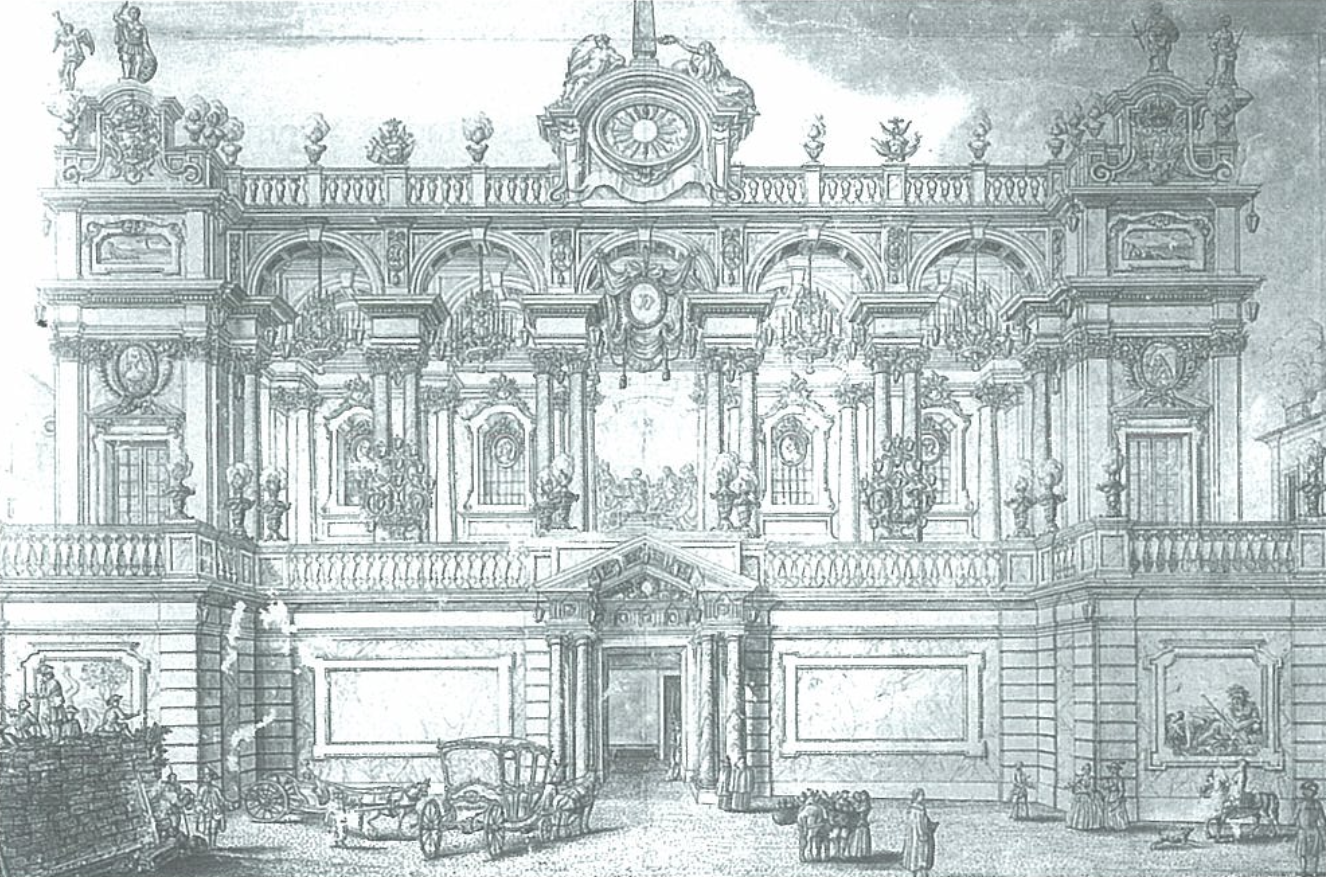
Gravura representando as luminárias e fachada efémera da casa de Jacob Pedro Estraus

O Rei e a Rainha desceram do Trono e mostraram-se ao povo junto à colunata da Varanda. O delírio entre o povo foi tal, que alguns chapéus chegaram a entrar na varanda. Saíram da Varanda para a Real Capela para o acto de Acção de Graças. O Principal Decano saiu da Sacristia já paramentado de Pontifical para o Te Deum (que havia sido composto por David Perez); reverenciaram, em seguida a Relíquia do Santo Lenho, e lançaram água benta à Rainha, ao Rei, aos Príncipes, e aos Infantes, e foi-lhes dada a triplicada Benção Pontifical.
A Família Real retirou-se para o complexo palaciano, finalizando as cerimónias, por volta das 7 horas e 50 minutos da tarde. Pelas 10 horas da noite, a Família Real deu um passeio de coche pelas ruas da cidade, que se encontravam enfeitadas com candelabros, velas, fogaréus, tochas e archotes, se bem que o vento que se fez sentir desfez algumas das luminárias, como as da Praça do Comércio. A iluminação e decoração da casa de Jacob Pedro Estraus, que imitava um Palácio com uma galeria onde tocava uma orquestra, e com um sol que deitava raios de luz, foi a mais opulenta, detendo-se diante dela a Família Real para melhor admirar o espectáculo.
As construções efémeras (a Varanda, o complexo palaciano na ala oeste da Praça do Comércio, e a Capela Real) estiveram patentes durante oito dias; passado este tempo, tudo foi desmontado e retirado. Seria esta a última cerimónia de Aclamação com tamanha ostentação realizada em Portugal; instaurada a Monarquia Constitucional, todo este aparato perdeu o sentido.